# Dan Kaminsky

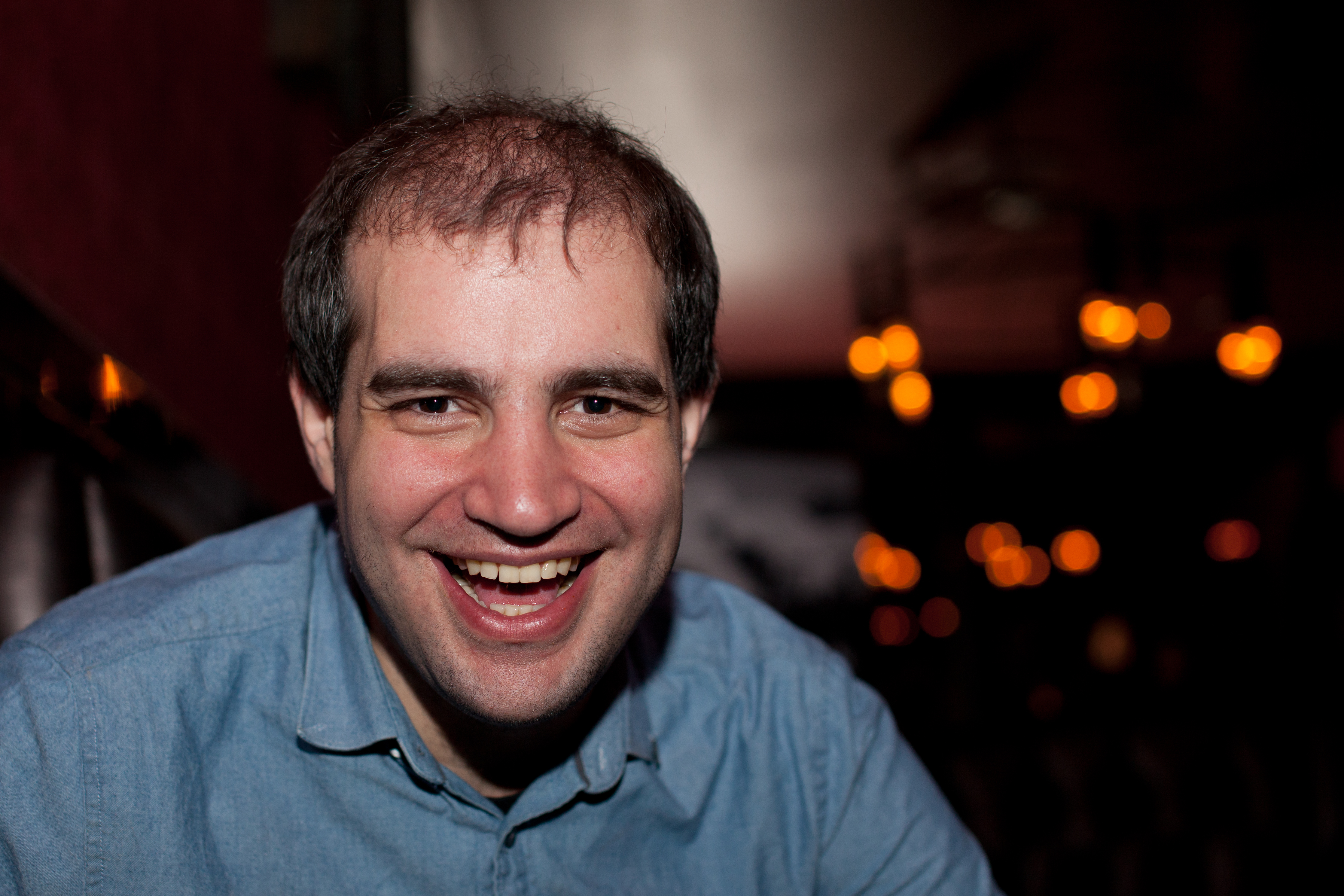
Dan Kaminsky (2011)

Dan Kaminsky (* 7. Februar 1979 in San Francisco, Kalifornien; † 23. April 2021 ebenda; voller Name Daniel Kaminsky) war ein US-amerikanischer Informatiker, Spezialist für Computersicherheit und Mitbegründer sowie Chef der wissenschaftlichen Forschung des Unternehmens Human Security (früher bekannt als White Ops). Er arbeitete für Cisco, Avaya und das Penetration-Testing-Unternehmen IOActive. Bei letzterem war er Chef der Pentestingsparte.
Dan Kaminsky galt als gefeierter Hacker und Sicherheitsforscher. Er war weithin bekannt wegen seiner Entdeckungen von sicherheitskritischen DNS-Fehlern und hielt regelmäßig Vorträge auf dem Chaos Communication Congress und den Black Hat Briefings.
Er starb im April 2021 im Alter von 42 Jahren an den Folgen einer Ketoazidose, verursacht durch seine Diabetes-Erkrankung.

## Leben

### Junge Jahre
Dan Kaminsky wurde am 7. Februar 1979 als Sohn von Marshall Kaminsky, Rechnungsprüfer, und Trudy Maurer, CEO einer medizinischen Firma, geboren. Im Alter von 4 Jahren bekam er Zugang zu Computern, als sein Vater ihm einen Computer von RadioShack gab. Bis zum Alter von 5 Jahren hatte er sich selbst das Programmieren beigebracht.
Als Dan 11 Jahre alt war, erhielt seine Mutter einen Anruf eines Systemadministrators der Vereinigten Staaten, dass von ihrer Internetadresse aus in einen militärischen Computer eingebrochen worden sei. Ihr Sohn Daniel hatte, ohne dass sie davon wusste, militärische Computer inspiziert. Der Administrator drohte damit, ihren Internetzugang zu sperren. Sie antwortete, dass sie in diesem Fall eine Anzeige im San Francisco Chronicle veröffentlichen würde, dass die Sicherheit militärischer Systeme so schlecht sei, dass ein 11-Jähriger in die Systeme einbrechen könne. Sie einigten sich auf 3 Tage Internetentzug für Dan.
Kaminsky besuchte die St. Ignatius High School in San Francisco und studierte an der Santa Clara University, wo er 2002 einen Bachelor in Operations and Management of Information Services erwarb.

### Beruf als Forscher
Kaminsky arbeitete zunächst für die Technologiefirmen Cisco Systems, Avaya und das Penetration-Testing-Unternehmen IOActive, wo er Chef der Pentestingsparte (Pentesting ist die Abkürzung für Penetrationtesting) war und den fundamentalen Fehler im Domain Name System fand. 2012 war er Mitgründer von White Ops (heute Human Security), wo er bis zu seinem Tod Leiter der wissenschaftlichen Forschung war.
Er erhielt vielfach Angebote von großen IT-Firmen in Silicon-Valley, als deren Chief Information Security Officer zu arbeiten, die er freundlich ablehnte, um weiter der Basisforschung in Internetsicherheit nachgehen zu können.

### Wirkung
Dan Kaminsky galt als gefeierter Hacker und Sicherheitsforscher und war weithin bekannt wegen seiner Entdeckungen von kritischen DNS-Fehlern. Er hielt regelmäßig Vorträge auf dem Chaos Communication Congress und den Black Hat Briefings.
Neben seinem technischen Wirken (vgl. Kapitel Leistungen) zeichnete sich Kaminsky durch seine Empathie aus. So verachtete er ausufernde Twitter-Anschuldigungen (englisch Twitter Pile-ons) und übernahm häufiger Reiseabrechnungen von bedürftigen Kollegen, damit diese zu Black Hat-Veranstaltungen fahren konnten. Als eine seiner Mitarbeiterinnen sich von ihrem Freund trennte, spendierte er ihr ein Flugticket, um ihn zu treffen, weil er glaubte, dass sie zusammengehören (sie haben später geheiratet).
Wenn es um die Privatsphäre oder Sicherheit ging, positionierte er sich klar: James Comey, damals Direktor des FBI, sagte 2016 vor dem Kongress aus:

“that he was not asking for a backdoor, but for Apple to ‘take the vicious guard dog away and let us pick the lock’.”

„er frage nicht nach einer Hintertür, sondern erwarte, dass Apple den teuflischen Wachhund entferne und [das FBI] das Schloss knacken lasse.“

Darauf antwortete Kaminsky:

“I am that vicious guard dog, and that used to be a compliment […] The question for Mr. Comey is: What is the policy of the United States right now? Is it to make things more secure or to make them less secure?”

„Ich bin dieser teuflische Wachhund, und das ist ein Kompliment […] Die Frage an Mr. Comey ist: Was ist der Grundsatz der Vereinigten Staaten? Sollen die Dinge sicherer oder weniger sicher gemacht werden?“

### DNSSEC-Root-Schlüssel
Im Juni 2010 wurde Dan Kaminsky zu einer der sieben Personen ernannt, die für die ICANN eine Smartcard zum Zugriff auf ein Backup des Root-DNSSEC-Schlüssels aufbewahren. Fallen die Hardware-Sicherheitsmodule mit dem Root-DNSSEC-Schlüssel aus, kann durch Einsatz von fünf der sieben Smartcards ein Backup entschlüsselt werden.

### Tod
Dan Kaminsky starb am 23. April 2021 in seiner Wohnung in San Francisco an einer Ketoazidose. Seine Familie schloss infolge von aufkommenden Gerüchten einen Zusammenhang mit seiner COVID-19-Impfung aus. Die zugrundeliegende Diabetes-Erkrankung hatte ihn bereits in den vorangegangenen Jahren zu regelmäßigen Krankenhausaufenthalten gezwungen.

## Leistungen

### Sony-Rootkit
Als 2005 bekannt wurde, dass der von Sony BMG eingesetzte Kopierschutz XCP über eine Rootkit-Funktionalität verfügt, nutzte Kaminsky DNS Cache Snooping, um die Verbreitung von XCP zu erforschen. Er zählte 568.200 öffentliche Nameserver, die im Cache Domainnamen zwischengespeichert hatten, ferner mit XCP im Zusammenhang standen und die ggf. auf das Vorhandensein mindestens eines potentiell infizierten Computers hinwiesen.
Die Verantwortlichen von Sony-BMG hatten die Bedeutung der Rootkit Funktionalität heruntergespielt. Durch Kaminsky's Veröffentlichung dieser Zahlen wurde das Problem in der Öffentlichkeit bekannt.

### Earthlink und DNS lookup
Im April 2008 veröffentlichte Kaminsky eine im Vorfeld entdeckte Sicherheitslücke, die in der Handhabung fehlgeschlagener DNS lookups seitens Earthlink bestand. Diese Lücke konnte er auch bei anderen Internetdienstleistern feststellen. Viele Anbieter experimentierten mit dem Abfangen von Antwortnachrichten von nicht existenten Domainnamen und ersetzten diese durch Werbeinhalte. Phisher können die Server, die die Werbung ausliefern, attackieren und nicht existierende Subdomains verwenden und statt der Werbung ein Phishing-Formular anzeigen lassen. Kaminsky demonstrierte dies, indem er Rickrolls in Facebook und PayPal einblendete. Während diese Sicherheitslücke anfangs von der von Earthlinks eingesetzten Software BareFruit ausging, war es Kaminsky möglich, die Lücke zu verallgemeinern, und so den von Verizon genutzten Werbeanbieter Paxfire anzugreifen. Kaminsky ging mit dieser Sicherheitslücke an die Öffentlichkeit, nachdem berichtet worden war, dass Network Solutions einen ähnlichen Service wie Earthlink anbot.

### Fehler im Domain Name System
Im Juli 2008 verkündete das US-CERT, dass Kaminsky eine grundlegende Schwachstelle im Domain Name System entdeckt hatte, die es Angreifern sehr einfach erlaube, DNS-Cache-Poisoning-Angriffe gegen die meisten Nameserver-Implementierungen auszuführen. Kaminsky arbeitete vorher mit Entwicklern von DNS-Software an einem Patch, der das Ausnutzen der Sicherheitslücke erschwert und der am 8. Juli 2008 veröffentlicht wurde. Da der DNS-Entwurf das Angriffs-Szenario „Cache Poisoning“ nicht bedacht hatte, wurde die Schwachstelle nicht geschlossen, sondern nur ihr Missbrauch erschwert.
Kaminsky plante, Details zum Angriff erst 30 Tage nach Veröffentlichung des Patches preiszugeben. Die Informationen sickerten jedoch am 21. Juli 2008 durch. Die Informationen wurden schnell abgeschaltet, jedoch hatten bereits einige Websites einen Mirror gestellt.
Die Schwachstelle fand breite Berichterstattung auch außerhalb der Fachpresse. Auf der Black-Hat-Konferenz 2008 bekam Kaminsky den Pwnie award für die „Most overhyped security vulnerability“ (deutsch: am meisten hochgespielte Sicherheitslücke).

### Automatische Erkennung des Conficker-Virus
Am 27. März 2009 entdeckte Kaminsky, dass Conficker-infizierte Computer eine nachweisbare Signatur haben, wenn man diese scannt. Es folgten ziemlich schnell Signatur-Updates für Netzwerk-Scanner wie z. B. Nmap oder Nessus.

### Schwachstellen in der X.509-Internet-Infrastruktur
2009 entdeckte Kaminsky in Zusammenarbeit mit Meredith L. Patterson und Len Sassaman zahlreiche Lücken im SSL, beispielsweise, dass Verisign MD2 in einem ihrer Root-Zertifikate einsetzte und es durch Parsing-Fehler möglich war, nicht überprüfte Zertifikate auszustellen.

### „Zero For 0wned“-Attacke
Am 28. Juli 2009 wurden Kaminsky und andere Security-Experten Opfer einer Attacke von Hackern, die private E-Mails, Passwörter, Chatprotokolle und andere private Informationen veröffentlichten. Die Attacke deckt sich mit Kaminskys Teilnahme an den Black Hat Briefings sowie der DEFCON.

### Phreebird Suite
Auf der Black-Hat-Konferenz in Abu Dhabi kündigte Kaminsky die Veröffentlichung von Phreebird in der Version 1.0 an. Mit diesem Tool-Set sollten sich digitale Signaturen auf Basis von DNSSEC einfach erstellen lassen. In den nächsten Versionen sollten der automatische Schlüsselwechsel unterstützt werden. Das Zusatztool Phreeload bietet die Möglichkeit, X.509-Zertifikate in OpenSSL durch DNSSEC-Signaturen zu ersetzen.